# Wellington-Centre
Pour les articles homonymes, voir Wellington (homonymie).
Wellington-Centre fut une circonscription électorale fédérale de l'Ontario, représentée de 1867 à 1904.
C'est l'Acte de l'Amérique du Nord britannique de 1867 qui divisa le comté de Wellington en trois districts électoraux, Wellington-Centre, Wellington-Nord et Wellington-Sud. Abolie en 1903, elle fut redistribuée parmi Dufferin, Wellington-Nord et Wellington-Sud.

## Géographie
En 1867, la circonscription de Wellington-Centre comprenait:
- Les cantons d'Anson, Garrafraxa, Erin, Eramosa, Nichol et Pilkington
- Les villages de Fergus et d'Elora

En 1872, elle comprenait:
- Les cantons de Pilkington, Elora, Nichol, Fergus, Garrafraxa West, Garrafraxa East et de Peel
- Le village d'Orangeville

## Députés
1. 1867-1869 — Thomas Sutherland Parker, PLC
2. 1869-1874 — James Ross, PLC
3. 1874-1887 — George Turner Orton, L-C
4. 1887-1900 — Andrew Semple, PLC
5. 1900-1904 — John McGowan, L-C

- L-C = Parti libéral-conservateur
- PLC = Parti libéral du Canada